# Bani Yas
Bani Yas (din arabă بَنُو ياس) este o  confederație tribală de origine najdi originară din Emiratele Arabe Unite. Coaliția tribală formată din triburi de la Dubai la Khawr al Udayd la sud-est de Qatar, a fost numită coaliția Bani Yas. Tribul a fost condus de conducătorii lor, Al Nahyan, care și-a avut sediul în Al Dhafra și acum în Abu Dhabi. Familia conducătoare a Emiratelor Arabe Unite și Abu Dhabi, Al Nahyan, care este o ramură a Al-Falahi, aparține și conduce acest trib, la fel ca emirii din Dubai, Al Maktoum, care este o ramură a Lui Al-Falasi.